# Campinasi főegyházmegye
A Campinasi főegyházmegye (latinul: Archidioecesis Campinensis) egy érsekség Brazíliában, Campinas városában.

## Története
- 1908. június 7.: Campinasi egyházmegye néven hozták létre a São Pauló-i egyházmegye területéből.
- 1958. április 19.: Metropolita érsekséggé léptették elő.

## Kisebb bazilikák
- Kármelhegyi Boldogasszony-bazilika

## Püspökök
Fordított időrendben

## Campinas érsekei
- João Inácio Müller érsek, O.F.M. (2019.05.15 óta)
- Airton José dos Santos érsek (2012.02.15 - 2018.04.25), kinevezett Mariana érsekévé, Minas Gerais
- Bruno Gamberini érsek (2004.08.01 – 2011.08.28)
- Gilberto Pereira Lopes érsek (1982.02.10. – 2004.08.01.)
- Antônio Maria Alves de Siqueira érsek (1968.09.19. – 1982.02.10.)
- Paulo de Tarso Campos érsek (1958.04.19 – 1968.09.19) lásd alább

## Campinas püspökei (római rítus)
- Paulo de Tarso Campos püspök (későbbi érsek) (1941.12.14. – 1958.04.19.) lásd fent
- Francisco de Campos Barreto püspök (1920.07.30 – 1941.08.22)
- João Batista Corrêa Nery püspök (1908.08.03 – 1920.02.01)

## Koadjutor érsekek
- Antônio Maria Alves de Siqueira (1966-1968)
- Gilberto Pereira Lopes (1975-1982)

## Segédpüspökök
- Joaquim Mamede da Silva (1916-1947)
- Bernardo José Bueno Miele (1962-1967), Ribeirão Preto, São Paulo koadjutor érsekévé nevezték ki
- Luiz Antônio Guedest (1997-2001) nevezték ki São Paulo-i Bauru püspökévé

## Ennek az egyházmegyének a többi papja, akik püspökké váltak
- Octávio Augusto Chagas de Miranda, 1916-ban Pouso Alegre püspökévé nevezték ki
- Agnelo Rossi, akit 1956-ban Barra do Piraí püspökévé neveztek ki; leendő bíboros
- Ercílio Turco, 1989-ben São Paulo Limeira püspökévé nevezték ki
- Pedro Carlos Cipolinit 2010-ben nevezték ki São Paulo Amparo püspökévé

## Szuffragán egyházmegyék
A főegyházmegye szuffragán egyházmegyéi:
- Amparói egyházmegye
- Bragança Paulista-i egyházmegye
- Jaúi egyházmegye
- Limeirai egyházmegye
- Piracicabai egyházmegye
- São Carlos-i egyházmegye

## Szomszédos egyházmegyék
- Piracicabai egyházmegye (nyugat)
- Limeirai egyházmegye (északnyugat)
- Amparói egyházmegye (északkelet)
- Bragança Paulista-i egyházmegye (kelet)
- Jundiaí-i egyházmegye (délkelet)